# 中国医学科学院医药生物技术研究所
中国医学科学院医药生物技术研究所是中华人民共和国的一所医药生物技术研究机构，隶属于中国医学科学院北京协和医学院，位于北京市。前身是中国医学科学院抗菌素研究所。